# Deep in Africa

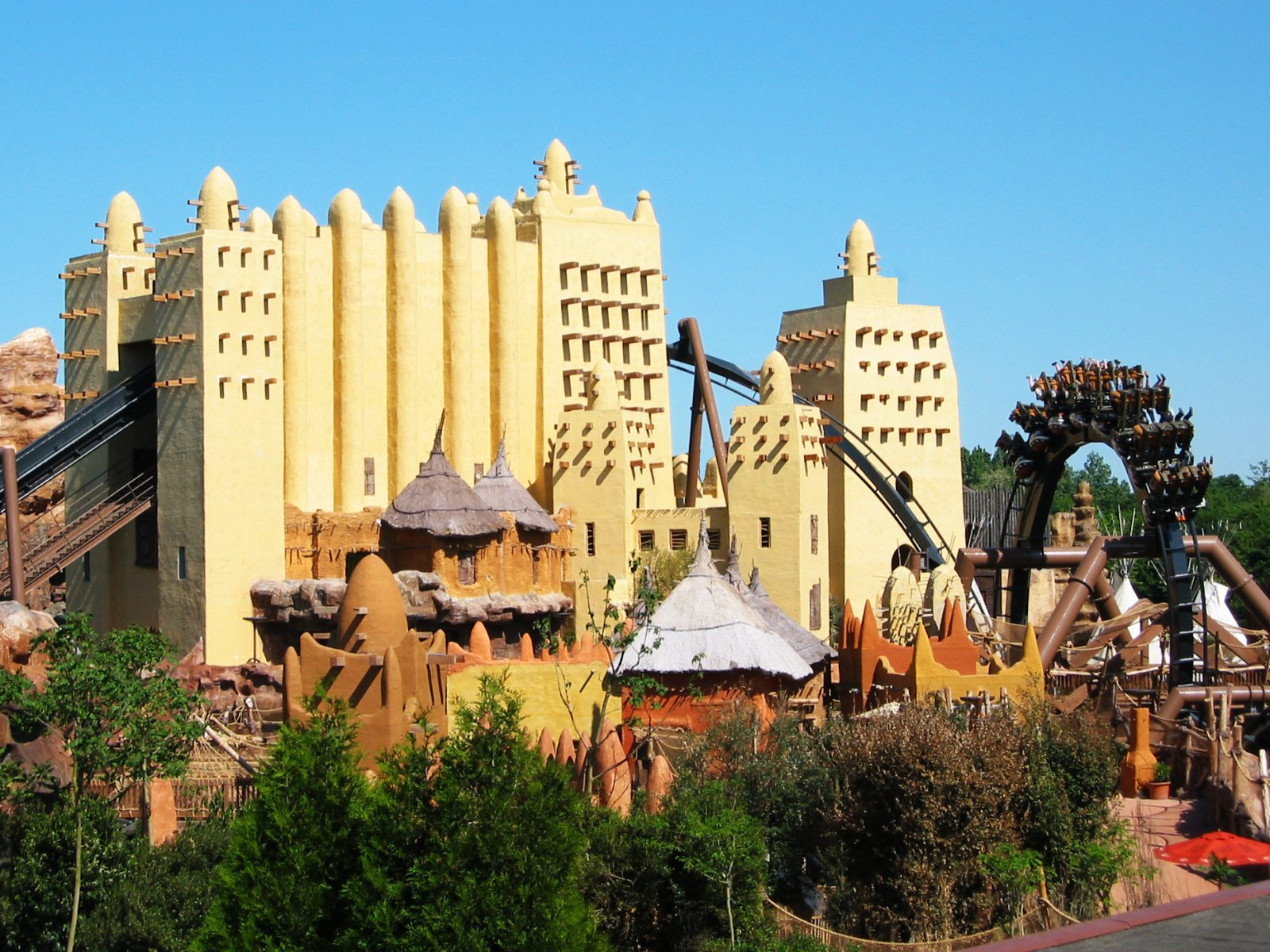
Overzicht van Deep in Africa.

Deep in Africa is een themagedeelte in het Duitse attractiepark Phantasialand.
Het themagebied is ingericht in Afrikaanse stijl. Zo zijn er verschillende torens, gebouwen van klei en huisjes met rieten daken te vinden. In deze gebouwen bevinden zich horecagelegenheden en winkels. In de torens liggen voornamelijk delen van de attractie Black Mamba. Ook worden er op het marktplein in Deep in Africa optredens van Afrikaanse dansers gegeven.
In het themagebied bevinden zich twee attracties. Dat is de omgekeerde achtbaan Black Mamba. Deze achtbaan loopt deels ondergronds en duikt op in verschillende plaatsen in Deep in Africa en de nieuwe attractie Deep in Africa-Adventure Trail. 
De mascotte van het themagebied Deep in Africa heet Kroka.

## Afbeeldingen

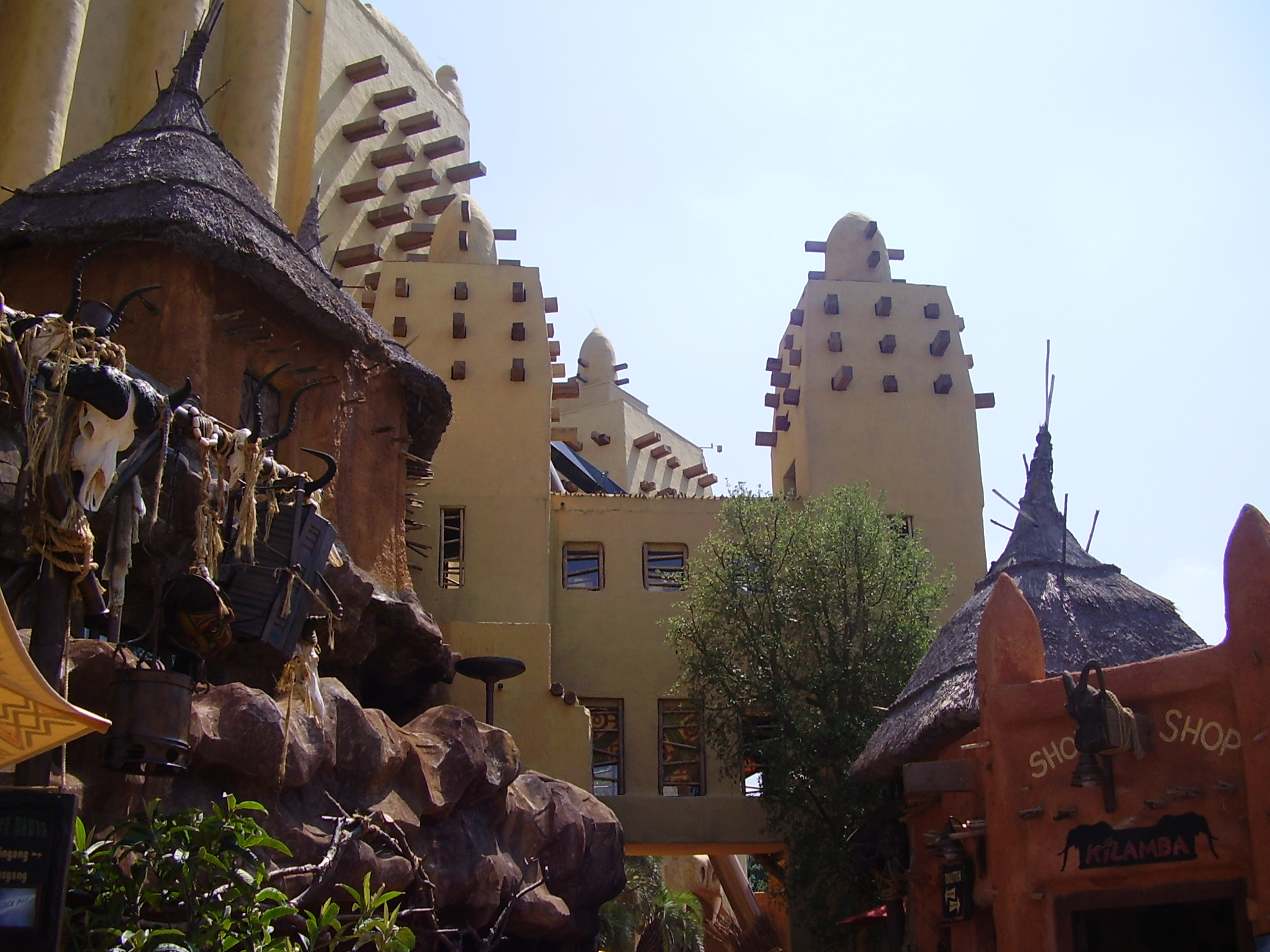
In het 'hartje' van Deep in Africa.
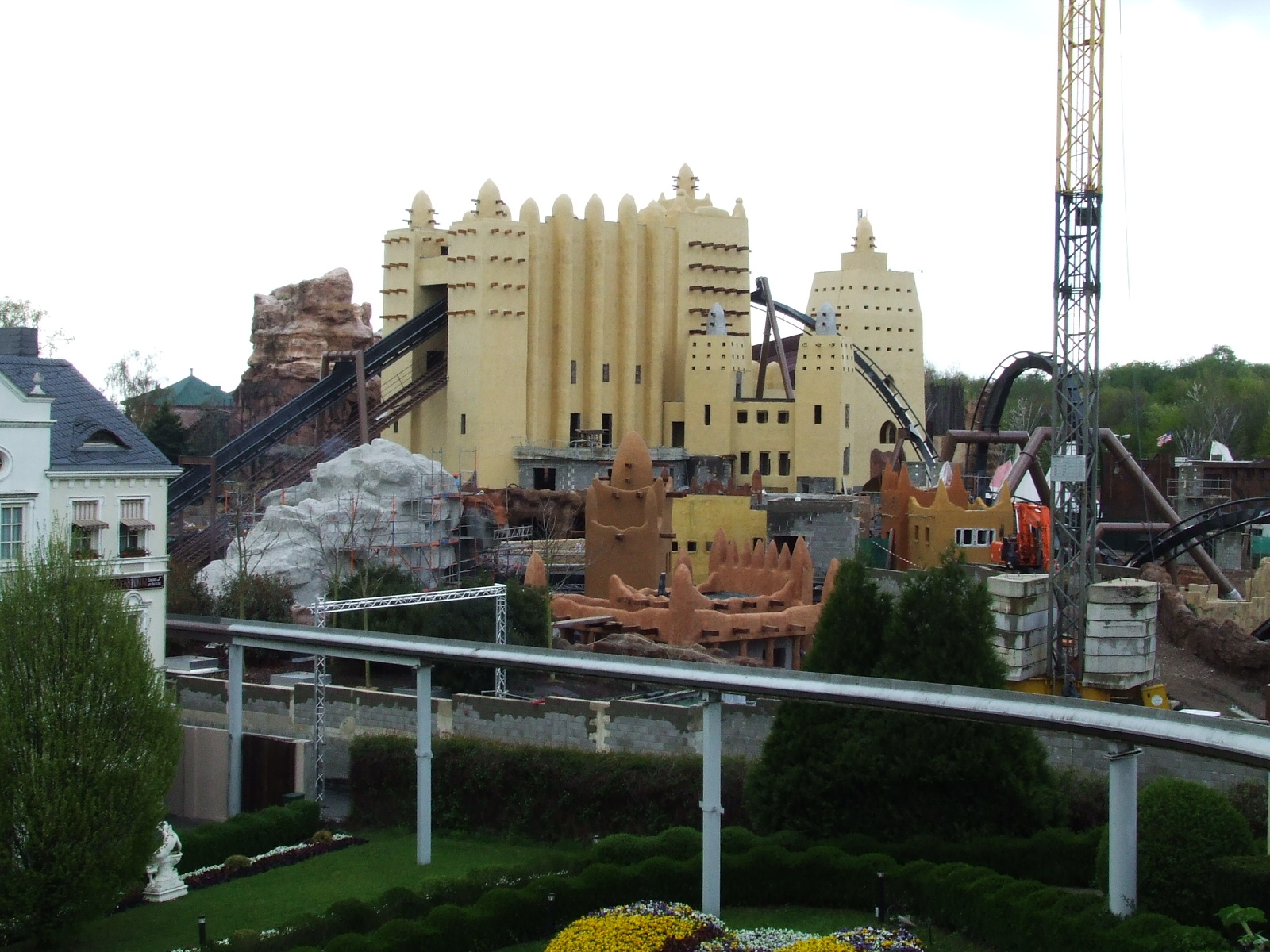
Deep in Africa en de Black Mamba in aanbouw.
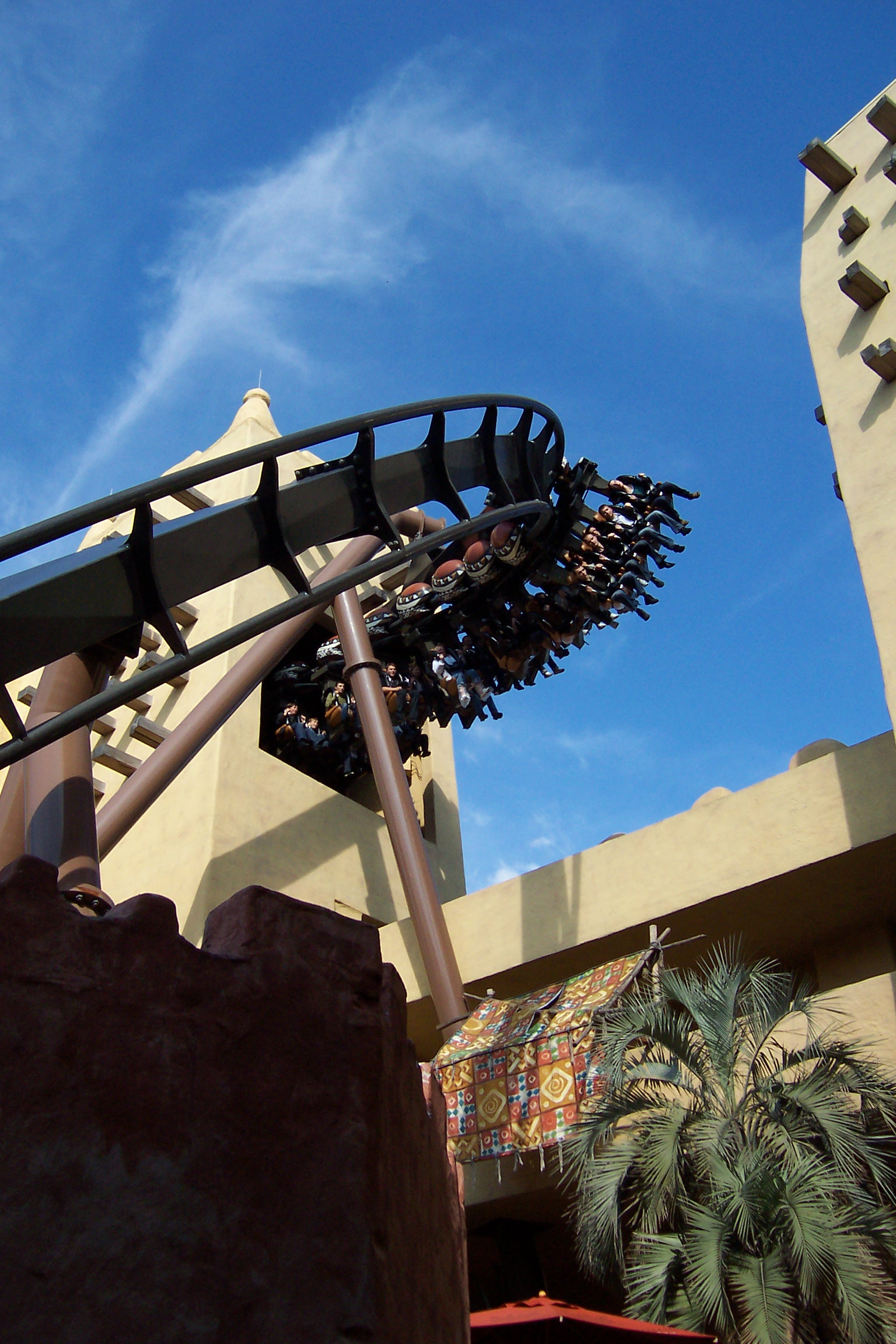
De eerste afdeling van de achtbaan Black Mamba.